# Африканерский национализм
Африканерский национализм (африк. Afrikanernasionalisme) — политическая идеология, которая зародилась в конце XIX века вокруг идеи, согласно которой африканеры в Южной Африке — «богоизбранный народ». Идеология находилась под сильным влиянием антибританских настроений, росших среди африканеров, особенно вследствие англо-бурской войны. Африканерский национализм подчеркивал единство всех белых людей, говоривших на языке африкаанс, в противовес «пришлым» народам: чернокожим, евреям и англоязычным южноафриканцам.
По словам историка Т. Данбар Муди (T. Dunbar Moodie), африканерский национализм можно охарактеризовать как своего рода общественную религию, которая объединяет историю африканеров, их язык и африканерский кальвинизм в качестве ключевых символов. Основными сторонниками и последователями этой идеологии были тайная организация «Братство африканеров» и Национальная партия ЮАР, которая правила страной с 1948 по 1994 годы. Также этой идеологии придерживались и другие организации, такие как Федерация африканерских культурных организаций (Federasie van Afrikaanse Kultuurvereniginge, FAK), Институт христианского национального образования и Ассоциация защиты прав белых рабочих.

## Формирование идеологии
Одним из первых идеологов африканерского национализма был пастор Нидерландской реформатской церкви Стефанус дю Тойт, также он был одним из членов-основателей Братства африканеров и главным редактором газеты Die Afrikaanse Patriot (Африканер Патриот). В своих работах дю Тойт изложил тезисы, согласно которым африканеры являются отдельной нацией со своей родиной (Южной Африкой) и своим родным языком (африкаанс), и удел этого народа — править Южной Африкой.

## Нидерландская реформатская церковь

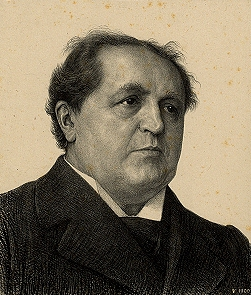
Абрахам Кёйпер

Религия, особенно африканерский кальвинизм, сыграла ключевую роль в развитии африканерского национализма и идеологии апартеида. Нидерландская реформатская церковь Южной Африки в XVIII веке была вовлечена в постоянную борьбу против всего нового и современного. Она проводила линию консервативных взглядов Абрахама Кёйпера, который подчёркивал власть Бога над сферами Его творения. Эти сферы, например, исторические нации, должны быть сохранены и защищены от либерализма и революционной идеологии. Кёйпер также отвергал идеи Просвещения с его ориентацией на человеческий рационализм и индивидуальность, которые способствовали установлению идеалов равенства, братства и свободы Французской революции. По его мнению, все эти идеи оспаривают власть Бога. Труды африканерских богословов базировались на этих идеях, которые имели большое влияние на политическую, экономическую и культурную сферы общественной жизни. Африканерская история также трактовалась на основе христианско-националистической идеологии. Даже президент Трансвааля Пауль Крюгер называл историю «священной историей» фолка (volk) — избранного народа. Великий трек рассматривался как исход из Капской колонии, находившейся под властью Великобритании, к Земле обетованной бурской республики.

## Секулярный африканерский национализм
В 1930—40-х годах многие интеллектуалы участвовали в разработке теоретических основ африканерского национализма. Николас Йоханнес Дидерихс, который впоследствии стал президентом Южной Африки, сформулировал африканерскую националистическую идеологию в своей книге «Национализм как мировоззрение и его отношение к интернационализму». На эту работу повлияла теология последователей Кёйпера. По Дидерихсу, Бог создал народы, и эти нации были благословлены Богом, чтобы существовать отдельно и независимо. Таким образом, африканеры могли отказаться от созданной британцами модели Южной Африки, в которой они будут как меньшинство сосуществовать с представителями других этнических групп. Джеффри Кронье развил эти идеи дальше и утверждал, что до тех пор, как африканеры существуют в качестве меньшинства в расово и культурно разнородной среде, они не смогут позволить чёрному большинству развиваться экономически и политически, поскольку это может привести к чёрному господству. Он счёл это несправедливым и нехристианским, и поэтому предложил полную сегрегацию между чёрными и белыми.
Африканерская националистическая интеллигенция вместе с Национальной партией и Братством африканеров завершили разработку радикальной националистической идеологии, которая отвергала британское господство в экономике и политике, а также практику mengelmoes («беспорядка») — перевозки чёрных рабочих-мигрантов в страну. Их решение заключалось в решительной смене демографической карты Южной Африки с созданием республики, свободной от британского империализма, где будут господствовать африканеры. Однако из-за сопротивления городского среднего класса они не предлагали вернуться к консервативному, патриархальному укладу буров-фермеров.

## Африканерский национализм и расовая сегрегация
На протяжении XIX века позиция Нидерландской реформатской церкви по националистическому вопросу была более прагматической, нежели идеологической. Например, в Южной Африке расовая сегрегация рассматривалась в качестве гармоничного способа управления разнородным сообществом. Экономическая депрессия 1905—09 гг. изменила это отношение, когда возникла новая группа «бедных белых», в основном африканеров. К 1939 году расовая сегрегация вошла в церковную догматику: «политика сегрегации, защищаемая африканерами и их церковью, — это священный призыв Церкви увидеть тысячи бедных белых горожан, проигрывающих битву в нынешнем экономическом мире… Применение сегрегации в дальнейшем повлечет за собой создание отдельных здоровых городов небелых, они будут в состоянии развиваться свои путём, устанавливать свои собственные институты, а впоследствии и самоуправляться под опекой белых». Африканерскому государству как христианской цивилизации, таким образом, приписывалось право свыше развиваться отдельно и управлять окружающей средой «языческих» этносов.

## Африканерский национализм и нацизм
В Южной Африке, с приходом к власти Гитлера в Германии, получают распространение идеи немецкого национал-социализма. Во второй половине 1930-х годов из трансваальского отделения Очищенной национальной партии (Gesuiwerde Nasionale Party, ГНП) Малана вышла группа крайних националистов и республиканцев-африканеров, образовавших Национальный республиканский фронт единства и профашистскую организацию «Серые рубашки». В конце 1938 г. происходит формирование полувоенизированной организации «Оссевабрандваг» («Охрана фургонов, запряженных волами»; Ossewabrandwag, ОБ), испытавшей сильное влияние германского нацизма. Рост популярности нацизма вел к отказу от парламентских методов политической борьбы в пользу мобилизации полувоенных формирований и создания в Южной Африке корпоративного порядка с победой Германии в Европе. Как и в Германии, в Южной Африке получила распространение антисемитская пропаганда. Под её воздействием в 1937 году был принят закон, запрещавший дальнейшую миграцию евреев в ЮАС. Многие африканерские националисты рассматривали форму правления немецких нацистов как сильное правительство, призванное защитить народ от засилия капиталистов, под которыми подразумевались англичане и евреи. Эти тенденции ещё больше усилились с началом Второй мировой войны. В 1941 году численность членов ОБ, по её собственным оценкам, достигла 300 тысяч человек. Б. Бантинг оценивал число её членов в самый наивысший момент развития организации в 200—400 тысяч. Даже в самой ГНП была организована группа «Новый порядок», в которой исповедовались доктрины национал-социализма. После смерти Муссолини ОБ организовала в его честь траурный митинг в здании мэрии Йоханнесбурга. Приговоры Нюрнбергского процесса сравнивались с приговорами зулусских вождей Чаки и Дингаана, а Й. Ф. Я. ван Ренсбург, главнокомандующий ОБ, назвал процесс «триумфом гетто».

## Африканерская националистическая политика

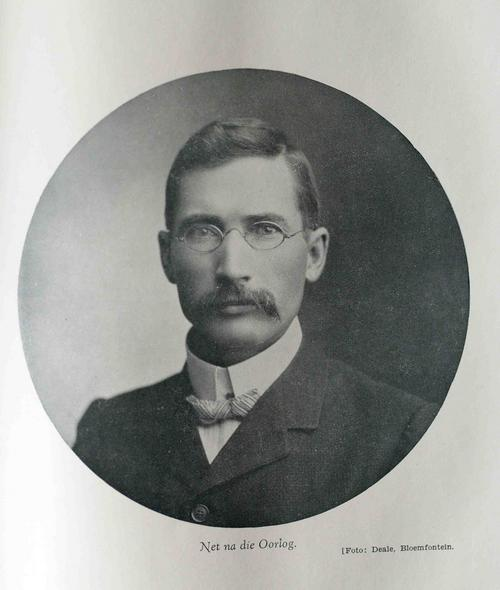
Джеймс Барри Герцог

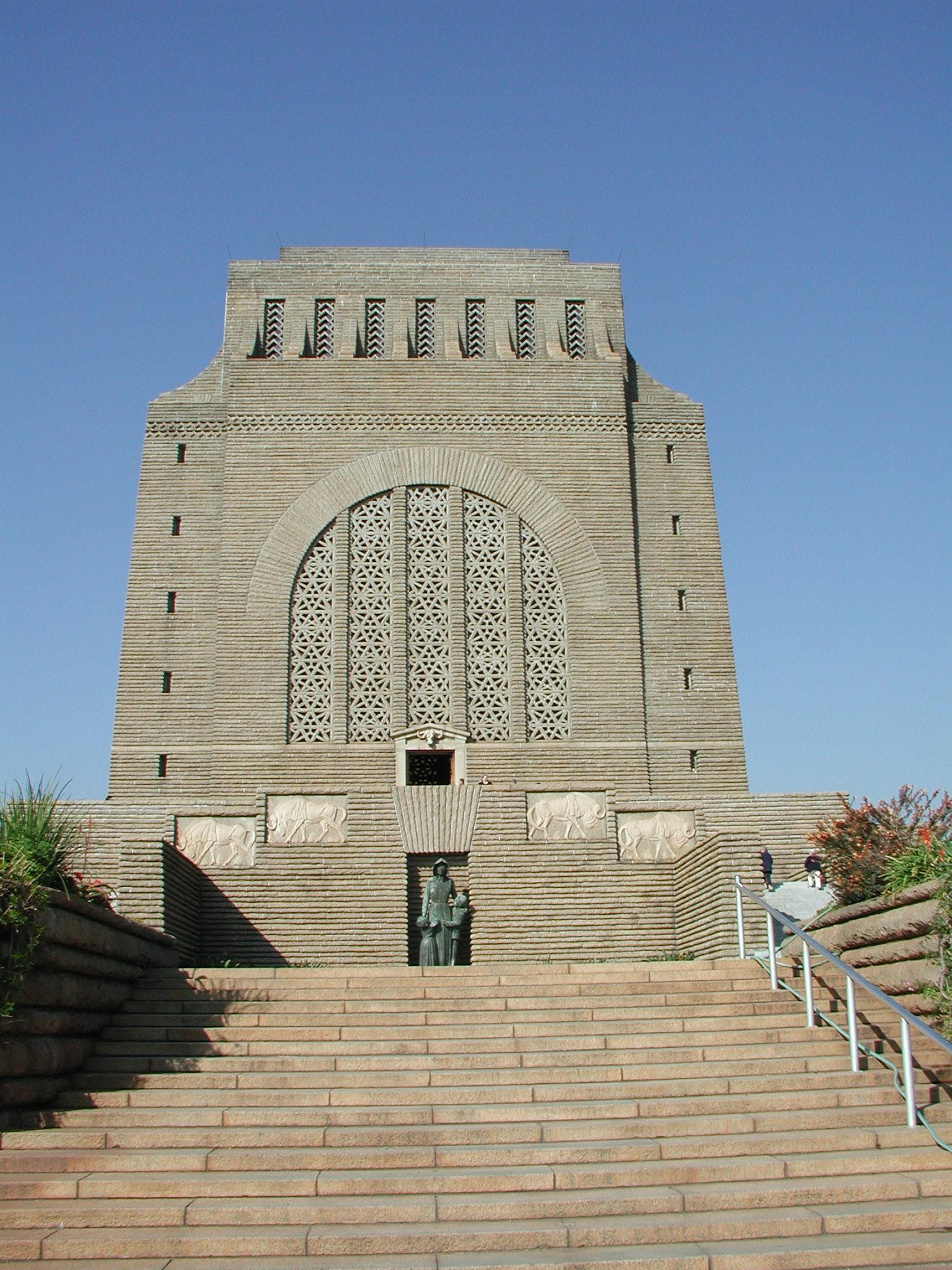
Монумент в честь фуртреккеров, африканерский националистический монумент в честь людей, принявших участие в Великом треке. Архитектор Жерард Мурдейк охарактеризовал его как «монумент, стоящий тысячи лет и рассказывающий потомкам историю Великого трека»

Джеймс Барри Мунник Герцог вёл Национальную партию на выборы 1905 и 1920 годов под лозунгом: «Южная Африка превыше всего» с целью создания независимой от британской короны Южной Африки. В 1924 году на выборах его партия победила Южно-Африканскую партию, возглавляемую Яном Смэтсом, после того как Смэтс применил силу, чтобы подавить Рендское восстание белых шахтёров в 1922 году. Он оставался у власти в течение 15 лет в коалиционном правительстве с лейбористами. Во время своего правления Герцог постоянно поощрял африканерский национализм и углубление расовой сегрегации в стране.

## Брудербонд

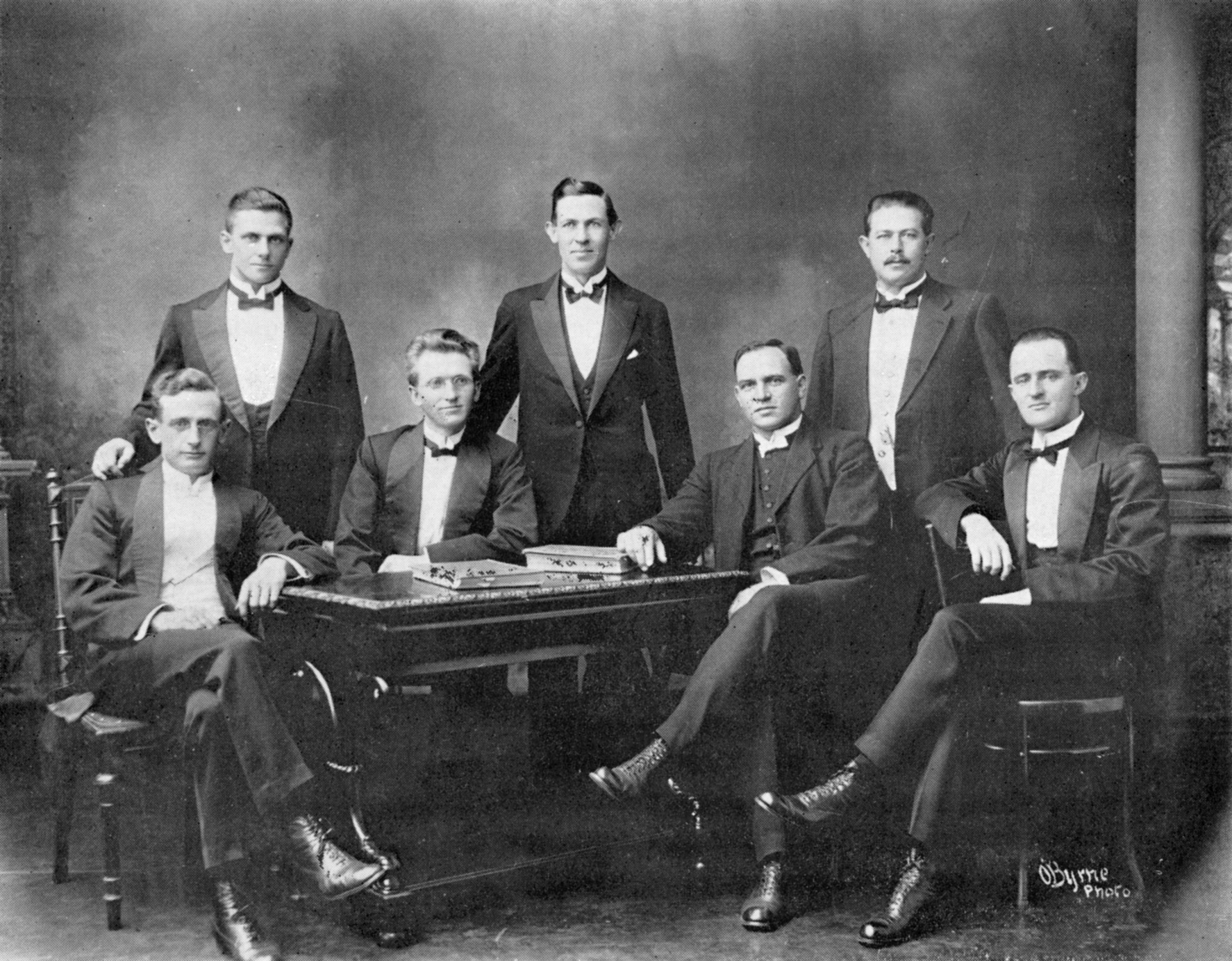
Лидеры Брудербонда в 1918 году

На протяжении 1930-х годов группа членов Брудербонда формировала идеологию африканерского национализма, пытаясь создать общую «христианско-националистическую» общность для всех белых, говорящих на африкаанс жителей Южной Африки, а также ввести понятие «volkskapitalisme» (народный капитализм), цель которого — взять под свой контроль «английскую» или «еврейскую» иностранную экономическую систему и адаптировать её к африканерскому национальному характеру. Volkskapitalisme стремился улучшить экономические условия африканеров, которые в целом в то время были хуже, чем у англоязычных белых жителей Южной Африки. На практике программа включала в себя пункт о вложении и накоплении африканерского капитала в новый и уже существующий бизнес африканеров. Хотя volkskapitalisme удалось создать некоторые африканерские компании, такие как Sanlam и Volkskas, и превратить их в корпоративных гигантов, до сих пор играющих центральную роль в экономике Южной Африки, экономическая выгода для большинства бедных африканеров была минимальной.
Несмотря на усилия активистов Брудербонда по «африканеризации» Южной Африки, создание нового христианско-националистического африканерского сообщества шло медленно и вяло. По данным опросов, большинство целевой группы (белые, говорящие на африкаанс) не голосовали за африканерскую националистическую Национальную партию до начала 1960-х годов.

## Журналы
Важнейший толчок всему националистическому движению дало празднование столетия «Великого трека», состоявшееся осенью 1938 года. Кульминацией торжеств стал массовый митинг 16 декабря 1938 года, на котором присутствовало 100 тыс. человек (или каждый десятый житель ЮАС африканерского происхождения). Выступая на митинге, Д. Малан сказал: «Существует сила, которая является достаточно мощной, чтобы повести нас по дороге судьбы Южной Африки, — это сила Всевышнего, которая создает нации и определяет их судьбу… Целенаправленно соедините эту силу в могучем акте спасения, и тогда будет спасена белая цивилизация». Эти идеи распространялись с помощью новых африканерских печатных журналов, таких как Христианско-националистический журнал Koers (Направление) и более популярный Inspan, а также Huisgenoot, книг издательства Burger Boekhandel и газет Die Burger, Transvaler и Volksblad. Применение языка африкаанс вместо нидерландского языка активно насаждалось повсеместно в 1920-е годы, особенно в школах для белых. Библия была переведена на язык африкаанс Я. дю Тойтом (Тотиусом), Е. ван Руеном, И. Кестеллом, Г. Фурье и Б. Китом в 1933 году.

## Приход к власти
Во время Второй мировой войны участие страны в войне против гитлеровской Германии привело к росту Национальной партии и приходу её к власти на выборах 1948 года, что повлекло за собой воплощение элементов апартеида в стране и, наконец, его установления в 1961 году, когда Южная Африка вышла из Британского Содружества и стала республикой. Правительство Национальной партии осуществляло, наряду с апартеидом, программу социального консерватизма. Порнография, азартные игры и другие подобные «общественные пороки» были запрещены, потому что они считались элементами, не совместимыми с «африканерским образом жизни». Даже «прелюбодеяние» и покушение на него были запрещены (Закон № 23 от 1957 г.).

## Появление противоречий
В 1960-е годы возник раскол по вопросу о том, как сохранить самобытность в многонациональном обществе: одна фракция настаивала на сохранении национальной идентичности путём строгой изоляции, в то время как другая считала, что такие барьеры должны быть ослаблены. В 1970 году на выборах радикальная группировка «Восстановленная национальная партия» (африк. Herstigte Nasionale Party) получила 3,59 % голосов избирателей, а Национальная партия — 54,86 %. Разрыв ещё больше увеличился в 1980-х отчасти из-за международного давления против апартеида. Одной из примечательных африканерских националистических организаций было Движение сопротивления африканеров (AWB) из среды военизированных групп. Его электорат насчитывал, по оценкам, 5—7 % белых южноафриканцев в 1988 году. Организация столкнулась с серией скандалов в конце 1980-х и начале 1990-х годов, что привело к ослаблению их поддержки.
В 1990-х гг. Национальная партия признала провал своего националистического проекта и под руководством Ф. де Клерка демонтировала политическую систему, созданную в 1948 году. После апартеида африканерский национализм потерял большую часть своих сторонников.

## После апартеида
В основном исчезнувший из политической и общественной жизни, африканерский национализм продолжает существовать в таких политических инициативах, как Cyber Republic of the Boer Nation, которая заявляет о правах «белого коренного племени на юге Африки» и пыталась обратиться с призывом к Рабочей группе ООН по коренным народам для защиты культурных, языковых и религиозных прав людей во всём мире. Кроме того, некоторые правые политические партии, такие, как Herstigte Nasionale Party и Фронт свободы плюс, по-прежнему заявляют цель «решительного продвижения африканерского национализма». Последняя является членом Организации наций и народов, не имеющих представительства, и регулярно участвует на выборах разного уровня. На последних парламентских выборах 2009 года Фронту свободы удалось заполучить более 146 тысяч голосов (0,83 %) и делегировать в национальную ассамблею ЮАР (нижнюю палату парламента) 4 депутатов.
Традиции Христианско-национального образования продолжает Движение за христианско-национальное образование (африк.  Beweging vir Christelik-Volkseie Onderwys), которое учит молодежь в африканерских кальвинистских традициях бурской истории и культуре, а также языку африкаанс. Afrikaner Weerstandsbeweging остаётся активной в Южной Африке после ликвидации апартеида. В 2008 году организация была восстановлена и активно пропагандирует идею создания отдельного бурского государства (Фолькстат) в пределах бывших бурских республик. 3 апреля 2010 года Эжен Ней Тербланш, лидер AWB, был убит на своей ферме.
С 2006 года действует организация гражданской обороны Suidlanders, которая предсказывает возможную революцию и крах общественного порядка в стране, а также разрабатывает планы эвакуации африканеров из больших городов в безопасные места. Организацию возглавляет Густав Мюллер.

## Клятва
Особое место в мифологии африканерского национализма занимает Клятва — обет, данный Богу участниками Битвы на Кровавой реке, победа в которой была воспринята как результат Божьего вмешательства. В годы апартеида 16 декабря на государственном уровне отмечался День Клятвы, или День Завета. Несмотря на то, что с 1994 года 16 декабря официально отмечается День Примирения, африканерские националисты продолжают праздновать его как День Клятвы. Клятва находит отражение в атрибутике африканерского национализма — например, один из интернет-сайтов африканерских националистов носит название Gelofteland.org, что можно перевести как
«Земля Клятвы», «Земля Завета», «Земля Обетованная».
Текст Клятвы:
Мы предстоим здесь пред лицом Пресвятого Господа неба и земли, чтобы дать Ему клятву в том, что если Он защитит нас и предаст наших врагов в руки наши, мы будем чтить этот день и час каждый год как день благодарения, как Субботу во славу Его, и что мы воздвигнем храм во славу Его, где Ему будет угодно, и накажем детям нашим передавать память об этом грядущим поколениям. Ибо честь имени Его будет прославлена, получив славу и честь за победу.